# Bill Farmer
William "Bill" Farmer (født i november 1952) er en amerikansk stemmeskuespiller. Han er bedst kendt for at have lagt stemme til Disney-figurene Fedtmule og Pluto.